# Plenodomus
Plenodomus is een geslacht van schimmels uit de orde Pleosporales. De familie is nog niet met zekerheid bepaald (incertae sedis). De typesoort is Plenodomus rabenhorstii.

## Soorten
Volgens Index Fungorum telt het geslacht 39 soorten (peildatum april 2024):
| Soortnaam                                       | Auteur(s)                                         | Publicatiejaar |
| ----------------------------------------------- | ------------------------------------------------- | -------------- |
| Plenodomus agnitus (koninginnenkruidvulkaantje) | (Desm.) Gruyter, Aveskamp & Verkley               | 2012           |
| Plenodomus artemisiae                           | A. Karun., Phookamsak & K.D. Hyde                 | 2019           |
| Plenodomus biglobosus                           | (Shoemaker & H. Brun) Gruyter, Aveskamp & Verkley | 2012           |
| Plenodomus cannabis                             | (Allesch.) Moesz & Smarods                        | 1941           |
| Plenodomus changchunensis                       | R. Xu, Phukhams. & Yu Li                          | 2022           |
| Plenodomus chelidonii                           | Naumov                                            | 1926           |
| Plenodomus collinsoniae                         | (Dearn. & House) Gruyter, Aveskamp & Verkley      | 2012           |
| Plenodomus confertus                            | (Niessl ex Sacc.) Gruyter, Aveskamp & Verkley     | 2012           |
| Plenodomus congestus                            | (M.T. Lucas) Gruyter, Aveskamp & Verkley          | 2012           |
| Plenodomus deqinensis                           | Qian Chen & L. Cai                                | 2017           |
| Plenodomus dezfulensis                          | Mehrabi-Koushki, Safi, Farokhinejad               | 2021           |
| Plenodomus enteroleucus                         | (Sacc.) Gruyter, Aveskamp & Verkley               | 2012           |
| Plenodomus fallaciosus                          | (Berl.) Gruyter, Aveskamp & Verkley               | 2012           |
| Plenodomus guttulatus                           | Ariyaw. & K.D. Hyde                               | 2015           |
| Plenodomus helveticus                           | Petr.                                             | 1948           |
| Plenodomus hendersoniae (rozenvulkaantje)       | (Fuckel) Gruyter, Aveskamp & Verkley              | 2012           |
| Plenodomus influorescens                        | (Boerema & Loer.) Gruyter, Aveskamp & Verkley     | 2012           |
| Plenodomus karii                                | Petr.                                             | 1936           |
| Plenodomus khorasanicus                         | Petr.                                             | 1940           |
| Plenodomus libanotidis                          | (Fuckel) Gruyter, Aveskamp & Verkley              | 2012           |
| Plenodomus lijiangensis                         | Phookamsak, A. Karun. & K.D. Hyde                 | 2019           |
| Plenodomus lindquistii                          | (Frezzi) Gruyter, Aveskamp & Verkley              | 2012           |
| Plenodomus lupini                               | (Ellis & Everh.) Gruyter, Aveskamp & Verkley      | 2012           |
| Plenodomus metasequoiae                         | Gucevi?                                           | 1960           |
| Plenodomus nigricans                            | Negodi                                            | 1932           |
| Plenodomus pimpinellae                          | (Lowen & Sivan.) Gruyter, Aveskamp & Verkley      | 2012           |
| Plenodomus pyracanthae                          | Gucevi?                                           | 1977           |
| Plenodomus rabenhorstii                         | Preuss                                            | 1851           |
| Plenodomus ruttneri                             | Petr.                                             | 1955           |
| Plenodomus salviae                              | Thambug., Camporesi, Ariyaw. & K.D. Hyde          | 2015           |
| Plenodomus silvaticus                           | (Sacc.) H. Ruppr.                                 | 1959           |
| Plenodomus sinensis                             | Tennakoon, Phook. & K.D. Hyde                     | 2017           |
| Plenodomus sorghi                               | Morochk.                                          | 1933           |
| Plenodomus tracheiphilus                        | (Petri) Gruyter, Aveskamp & Verkley               | 2012           |
| Plenodomus triseptatus                          | Wijesinghe, Bulgakov & K.D. Hyde                  | 2020           |
| Plenodomus valentinus                           | Caball.                                           | 1941           |
| Plenodomus vincetoxici                          | Petr.                                             | 1931           |
| Plenodomus visci                                | (Moesz) Gruyter, Aveskamp & Verkley               | 2020           |
| Plenodomus zhaotongensis                        | Y. Gao & H. Gui                                   | 2023           |